# Řád železné koruny
Řád železné koruny (italsky Ordine della Corona Ferrea, francouzsky Ordre de la Couronne de Fer, německy Österreichisch-Kaiserlicher Orden der Eisernen Krone, latinsky ordo coronae ferreae) byl původně napoleonský italský, později rakouský řád založený roku 1805 císařem Napoleonem I. a roku 1816 převzatý rakouským císařem Františkem I.

## Historie

### Napoleonský řád

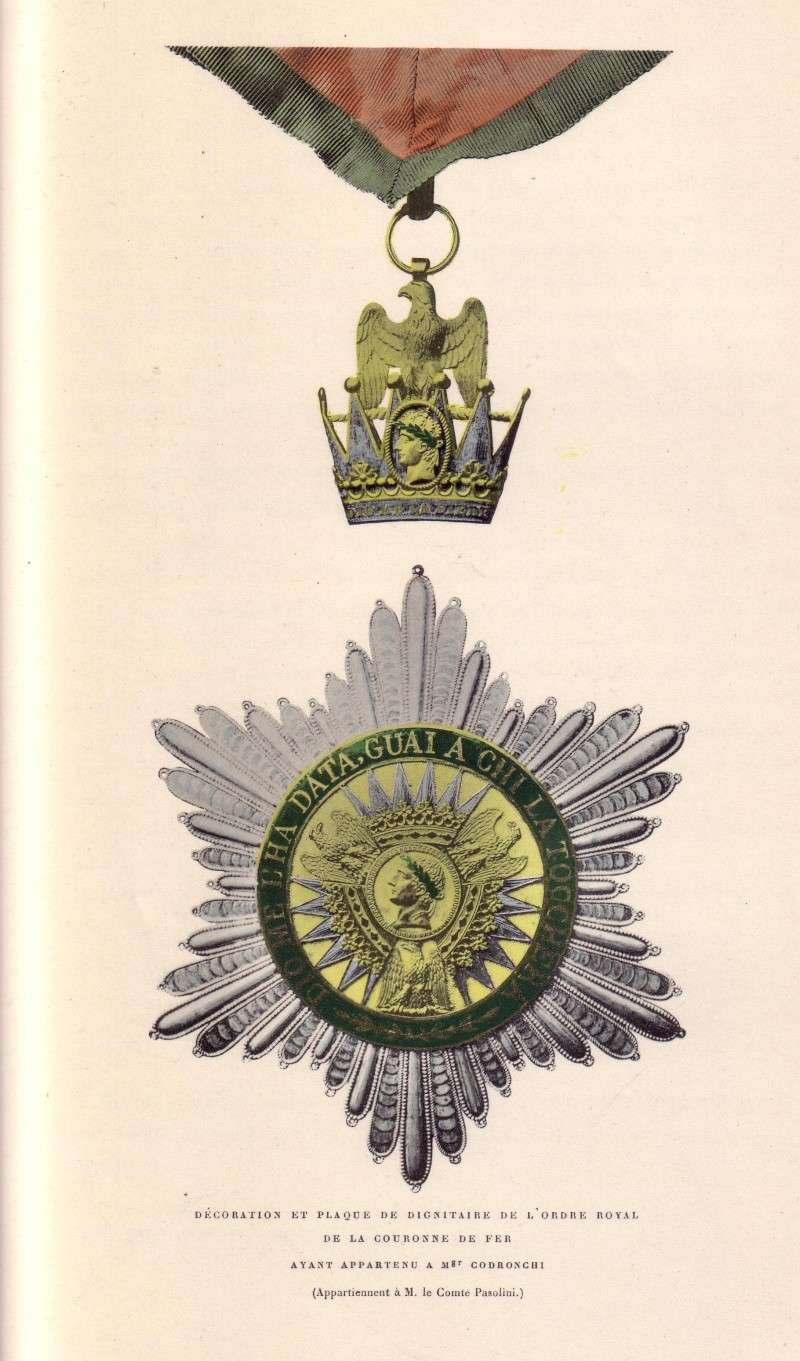
Napoleonský Řád železné koruny

Habsburský řád byl přímým nástupcem napoleonského Řádu železné koruny, který založil Napoleon I. jakožto král italský dne 15. června 1805 po vzoru Čestné legie. Řád byl pojmenován po starodávné železné koruně Lombardie, kterou byli korunováni císaři Svaté říše římské, Karel Veliký a po jeho vzoru i Napoleon. Tento řád se dělil na tři stupně a to velkokříž, důstojník a rytíř, přičemž byl stanoven maximální počet 20 velkokřížů, 100 komandérů a 500 rytířů. S udělením řádu byla spojena roční renta 3000 lir pro velkokříže, 700 lir pro komandéry a 300 lir pro rytíře.[zdroj?]
Italským nositelům řádu náležel titul “rytíř království”. Příslušný majestát s erbem ale tyto osoby obdržely teprve tehdy, když prokázaly roční příjem v minimální výši 3000 liber. Titul mohli zdědit i jejich prvorození synové, pokud jim náležel roční příjem alespoň 2000 liber.[zdroj?]
Řád byl udělován za služby prokázané italskému králi na bitevním poli, ve státní správě i za zásluhy kulturní a vědecké. Jeho odznakem byla stylizovaná koruna, okolo níž se obtáčí páska s řádovým heslem. Z koruny vyrůstá šest štíhlých, modře emailovaných cípů vpředu nesoucích zlatý medailon s hlavou Napoleona I. a vše je převýšeno francouzským císařským orlem. Stuha byla oranžová se zeleným okrajem.[zdroj?]
První a druhá třída byly ze zlata, třetí třída byla ze stříbra. jako zvláštní vyznamenání se uděloval řád s brilianty, které dostal například Evžen de Beauharnais, který byl italským vicekrálem. Řádová stuha byla oranžová se zeleným okrajem.[zdroj?]

### Habsburský řád

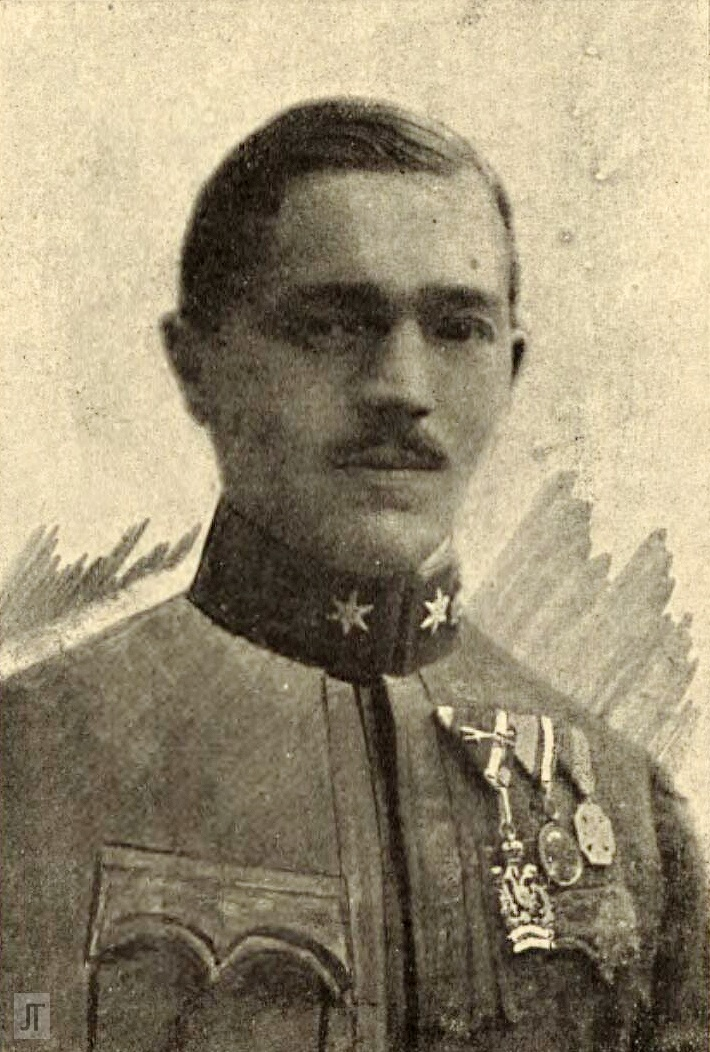
Držitel Řádu železné koruny s meči III. třídy, rakousko-uherský voják Alois Chytil. Řád mu byl udělen v listopadu 1917 za hrdinství na italské frontě

Podle ujednání Vídeňského kongresu z roku přešla vláda nad Lombardsko-Benátskem na Rakousko, jehož císař František I. obnovil dne 1. ledna 1816 Řád železné koruny. Zároveň umožnil dosavadním držitelům řádu nosit jej i nadále. Nikoli ale v původní podobě. Do vydání nových (rakouských) statut totiž směly tyto osoby nosit jen řádovou stuhu bez dekorace, protože ta obsahovala portrét svrženého císaře. Výjimku představovali prostí vojáci. Protože ti nemohli nový rakouský řád získat (v případě vojáků byl vyhrazen důstojníkům), nosili od roku 1816 na řádové stuze (původní napoleonské) zvláštní stříbrnou medaili. Byla však přiznána jen nositelům napoleonského řádu, v Rakousku udílena nebyla.[zdroj?]
Řád byl rozdělen do tří tříd, které byly číslovány. Zároveň byl zaveden numerus clausus, jenž ale od počátku 40. let 19. století nebyl dodržován: 20 rytířů první, 30 druhé a 50 třetí třídy. Až do roku 1848 byl téměř výlučně udílen za zásluhy o Lombardsko-Benátsko, teprve po tomto datu byl udílen za všeobecné zásluhy všem mužským obyvatelům Rakouského císařství bez rozdílu. Roku byla u řádu zřízena válečná dekorace udílená za válečné zásluhy v podobě dvou vavřínových ratolestí položených na orlova křídla. Od roku 1916 mohl být řád udělen (za statečnost před nepřítelem) také s meči (u III. třídy byly kladeny na stuhu, u vyšších mezi klenot a korunu) a od roku 1918 bylo možné získat II. a III. třídu řádu také podruhé. Toto opakované udělení se vyjadřovalo u II. třídy prostřednictvím vavřínového věnce umístěného mezi dekoraci a závěs, u III. třídy pak pomocí spony umístěné na stuze.[zdroj?]
Po ztrátě italských držav roku 1866 bylo dohodnuto s Italským královstvím, že po smrti císaře Františka Josefa I., který byl posledním lombardsko-benátským králem, přestane být řád udělován. Vzhledem k tomu, že František Josef zemřel roku 1916, kdy říše byla ve válce s Itálií, nebylo této dohody dbáno a řád uděloval i císař Karel I. Nicméně, protože v Itálii byl udělován Řád italské koruny, který navazoval na Řád železné koruny, bylo v Itálii zakázáno tento řád nosit, a rakouský řád také nebyl Italům od tohoto roku udílen.[zdroj?]

### Privilegia spojená s držbou řádu
Rytíři Řádu železné koruny I. třídy automaticky získávali hodnost tajného rady s právem na oslovení Excelence (pokud nepatřili mezi barony, měli právo o titul požádat), II. třída umožňovala požádat o povýšení do stavu svobodných pánů a se III. byla spojena možnost požádat o udělení rytířského stavu. Časté udílení řádu ale vedlo k neobyčejnému nárůstu nobilitací.
Nejvyšším rozhodnutím císaře Františka Josefa I. z 18. července 1884 (5. srpna 1884 publikovaného v oficiálním vládním listě Wiener Zeitung) proto bylo privilegium nobilitace zrušeno a nositelé řádu ztratili nárok na jakékoli další výsady. Pouze osoby, kterým byl řád udělen před publikováním výnosu, mohly o titul žádat i nadále.[zdroj?]

### Popis odznaku

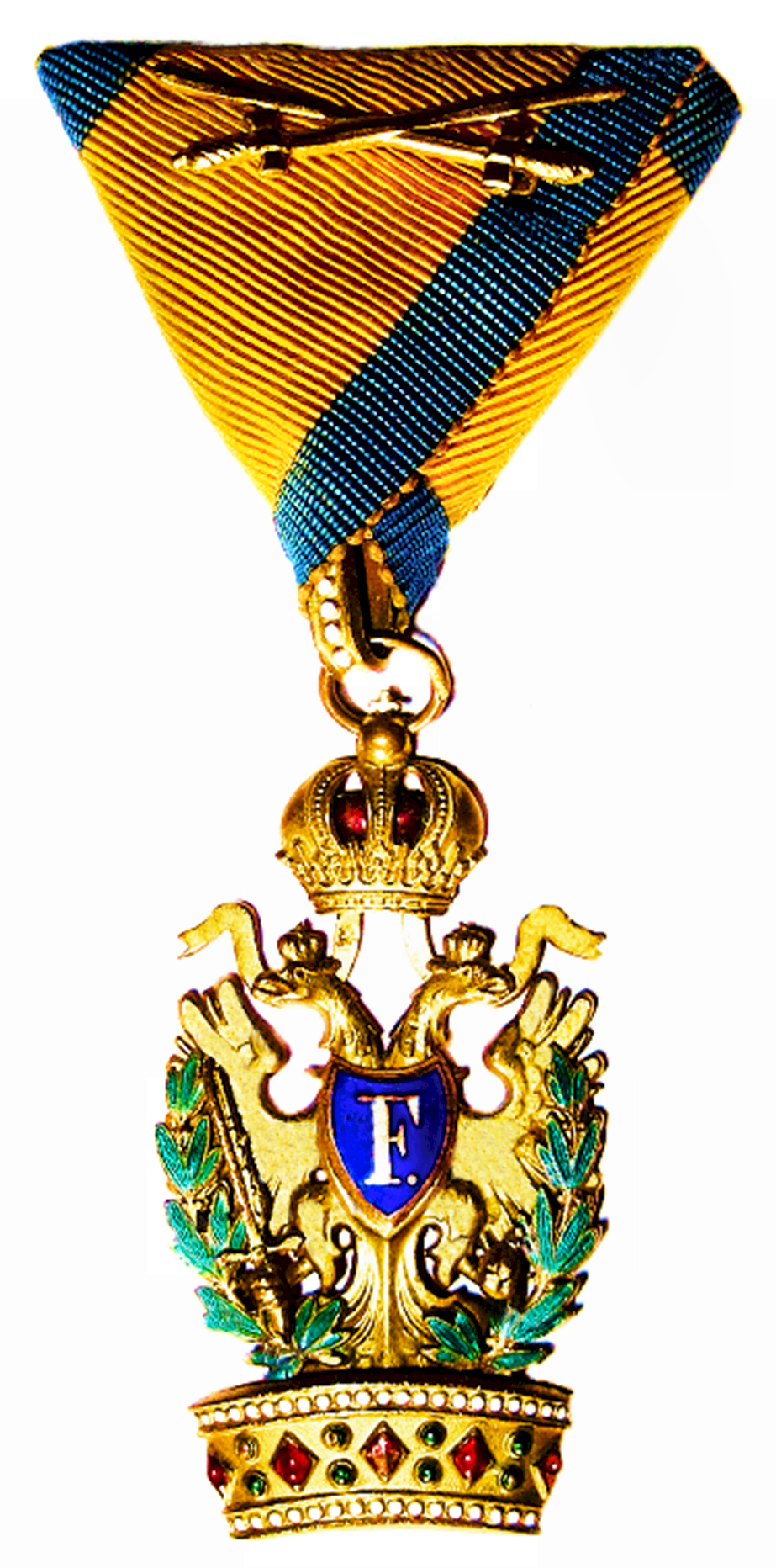
Řád železné koruny III. třídy s válečnou dekorací a meči

Odznak řádu sestával z vyobrazení lombardské železné koruny, z níž vyrůstal dvouhlavý císařský orel držící v drápech žezlo, meč a říšské jablko. Císařský orel měl na prsou modrý emailový štítek s iniciálou „F“ (jako František I.). Na rubu bylo datum „1815“. Odznak byl vyveden ve zlatě. Hvězda velkokříže byla osmicípá, stříbrná, uprostřed s medailonem s odznakem řádu tedy, se železnou korunou, a dále s opisem řádového hesla Avita et Aucta (Zděděné a rozšířené). Za vojenské zásluhy se po roce 1860 udělovala válečná dekorace, sestávající z palmových ratolestí kolem orla. Řádová stuha byla žlutá s modrými okraji.

#### Třídy a způsoby nošení

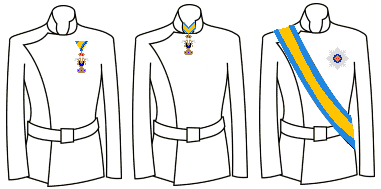
Způsoby nošení řádu na vojenské uniformě od nejnižší k nejvyšší třídě (zleva)

Řád byl rozdělen na tři třídy:
- I. třídy (dekorace na velkostuze, hvězda a řetěz)
- II. třída (dekorace na nákrční stuze)
- III. třída (dekorace na náprsní stuze ve tvaru trojúhelníka)

#### Významní nositelé
Z Čechů řád získali například František Palacký (II. třída), Antonín Rezek (II. třída), Hermenegild Jireček (III. třída), Jaroslav Goll (III. třída), Antonín Randa (III. třída), Alois Pražák (I. třída), František Ladislav Rieger (II. třída), Josef Kaizl (I. třída), Emil Holub (III. třída), Alois Musil, Antonín Frič, Antonín Dvořák, Josef Škoda (III. třída), Vojtěch Hynais (III. třída), František Ženíšek (III. třída), František Křižík (III. třída), Emil Kolben (III. třída), Otto Jindra (III. třída), Josef Mocker (III. třída), Wenzel Worowka (III. třída), Bohuslav Schnirch (II. třída), Matěj Havelka, Ferdinand Michl, Josef Bergmann, Karel Emanuel ze Žerotína, František Adolf Hering a další.

## Galerie

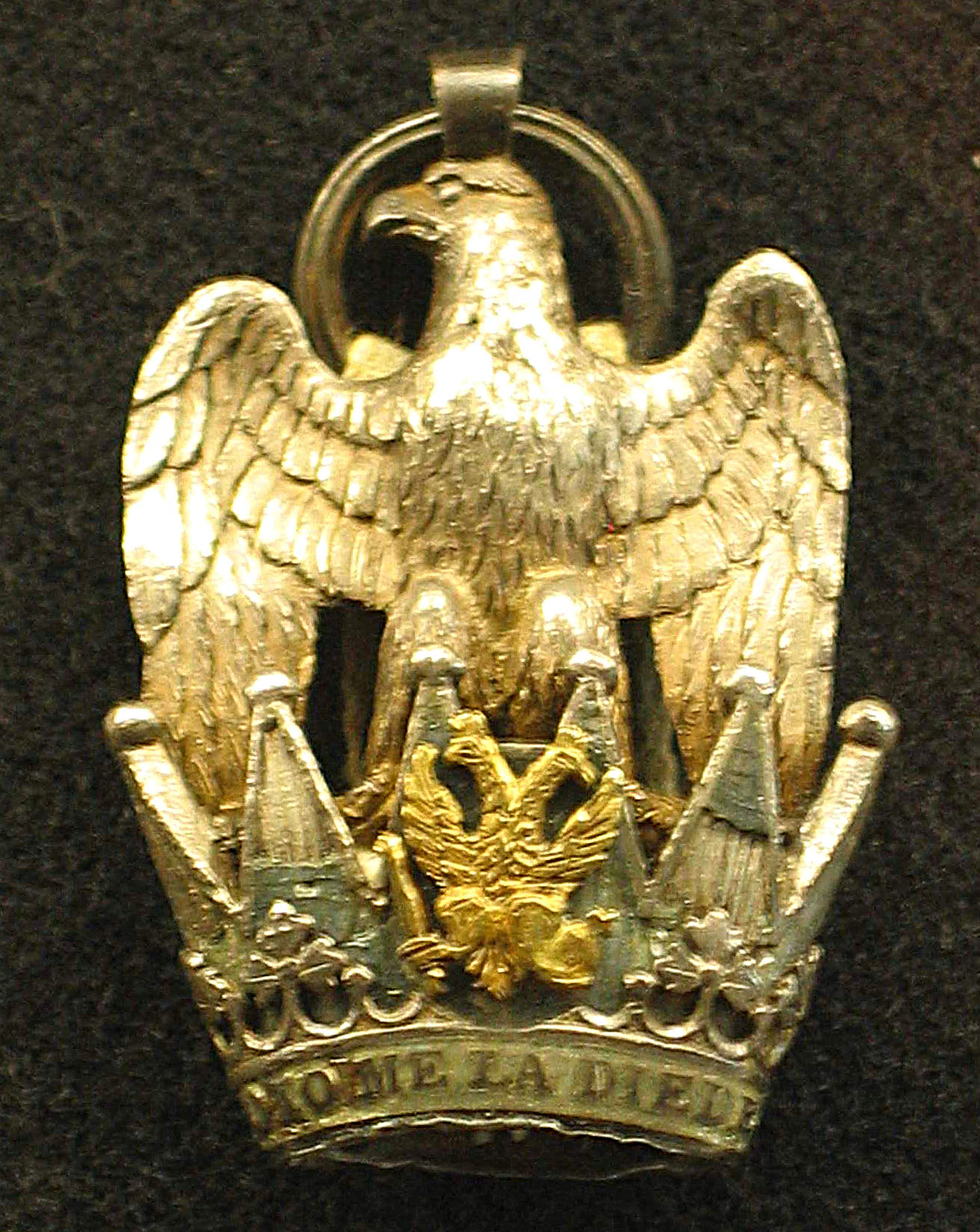
Původní napoleonská verze řádu
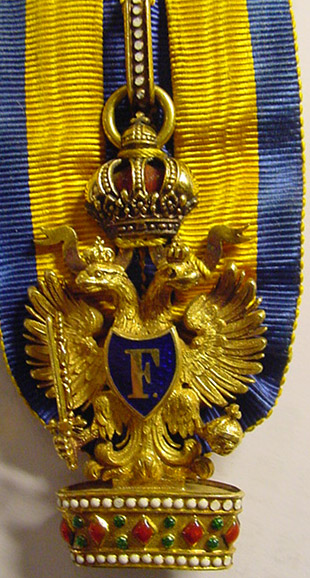
Řádový odznak
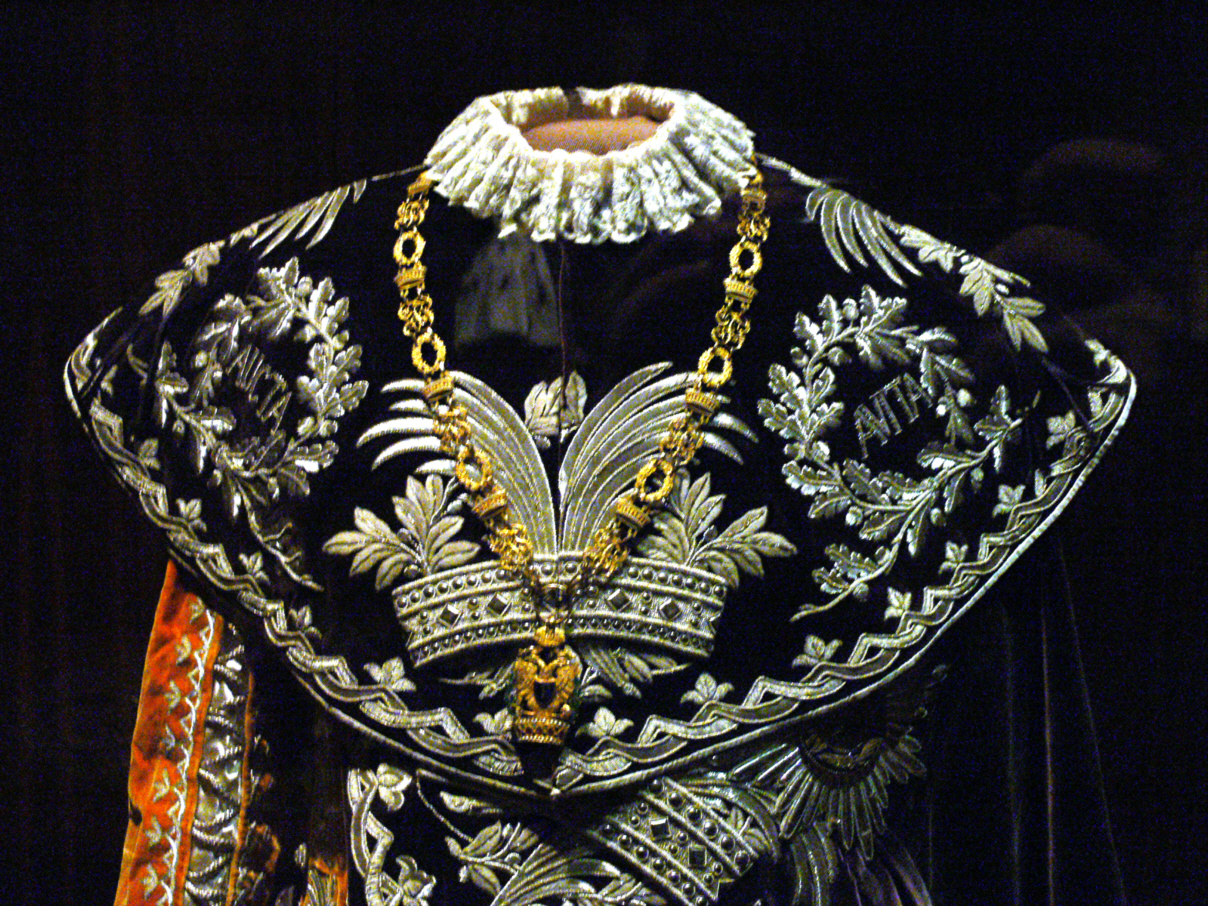
Slavnostní řádový ornát s řádem na kolaně
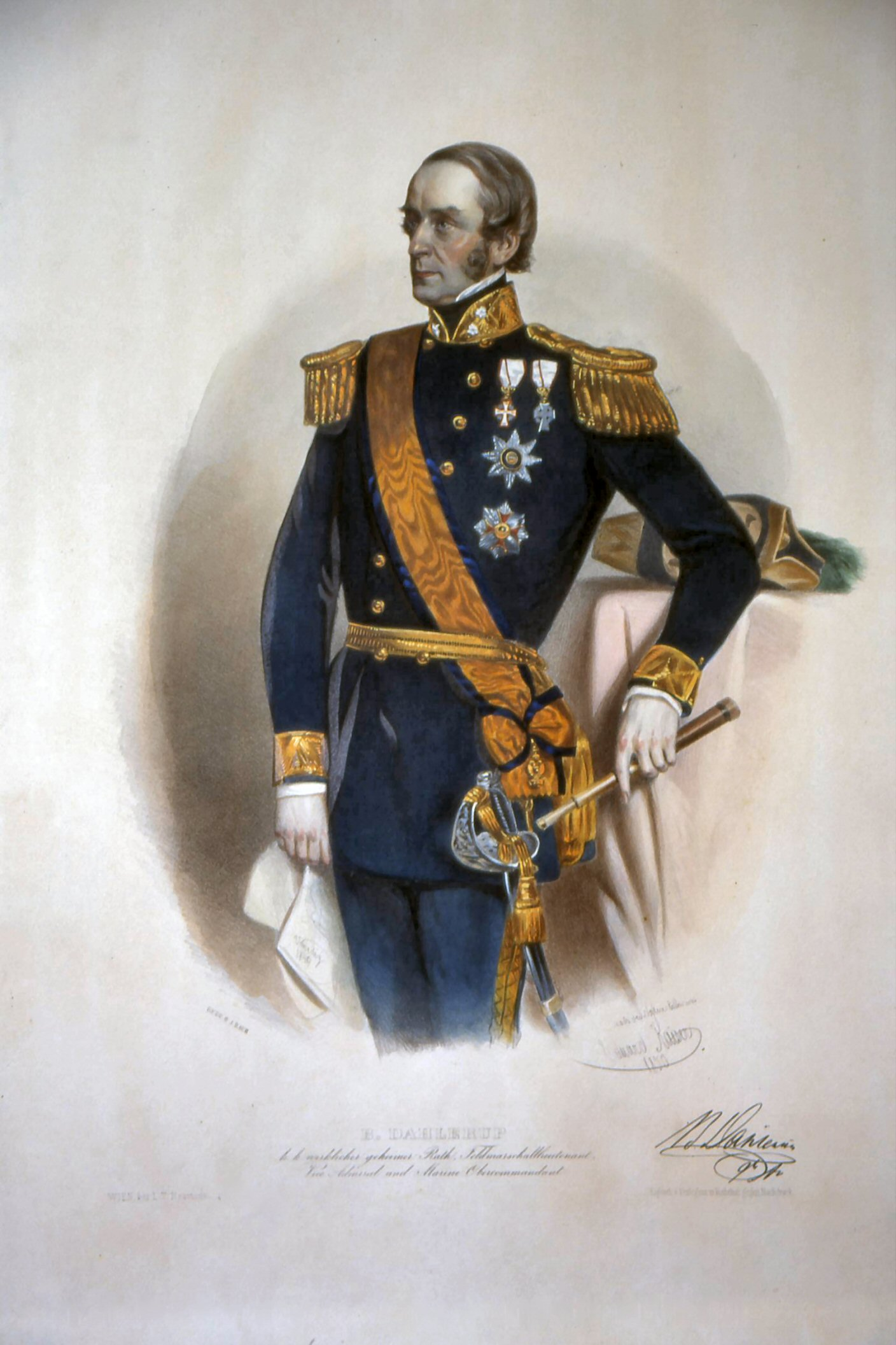
Ukázka nošení velkokříže řádu s vojenskou uniformou: odznak řádu je zavěšen na velkostuze na levé straně hrudi je umístěna řádová hvězda (výše umístěná). Portrét Hanse Dircha Dahlerupa